# 갈로아
갈로아(1997년 4월 6일~)는 대한민국의 만화가, 곤충학자이다. 본명은 김도윤이며 필명 ‘갈로아’는 갈루아벌레에서 따왔다.

## 생애
중학생 시절 그림과 과학 둘 중에서 어떤 것을 공부할지를 고민하다 신종 갈루아벌레를 잡고 과학으로 진로를 결정했고 필명을 ‘갈로아’로 결정했다. 중학교를 다니며 만화를 그리기 시작했고 공상과학, 곤충, 공룡을 만화의 주제로 삼았다.
2016년 11월 웹툰 《오디세이》의 연재를 시작해 2017년 10월 《오디세이》를 완결했고 당해 국립과천과학관이 주관하는 ‘2017 SF 어워드’에서 만화부문 대상을 받았다. 서울대학교 자연과학대학 석박통합과정에 진학했고 곤충진화 및 계통유전체학 연구실에서 꼽등이과를 연구하고 있다.

## 수상
- 2017년 국립과천과학관 주관 SF 어워드 만화 부문 대상 《오디세이》[4]
- 2019년 APCTP 2019 올해의 과학도서 《만화로 배우는 곤충의 진화》[5]

## 방송출연
- SBS TV TV 동물농장 애니멀 what수다 - 좀비 벌레 - 2025년 2월 9일 출연[6]
- 한국교육방송공사 취미는과학 -‘기생충 왜 그렇게 사나?’-2025년 4월 11일 출연[7]